# Progestageny

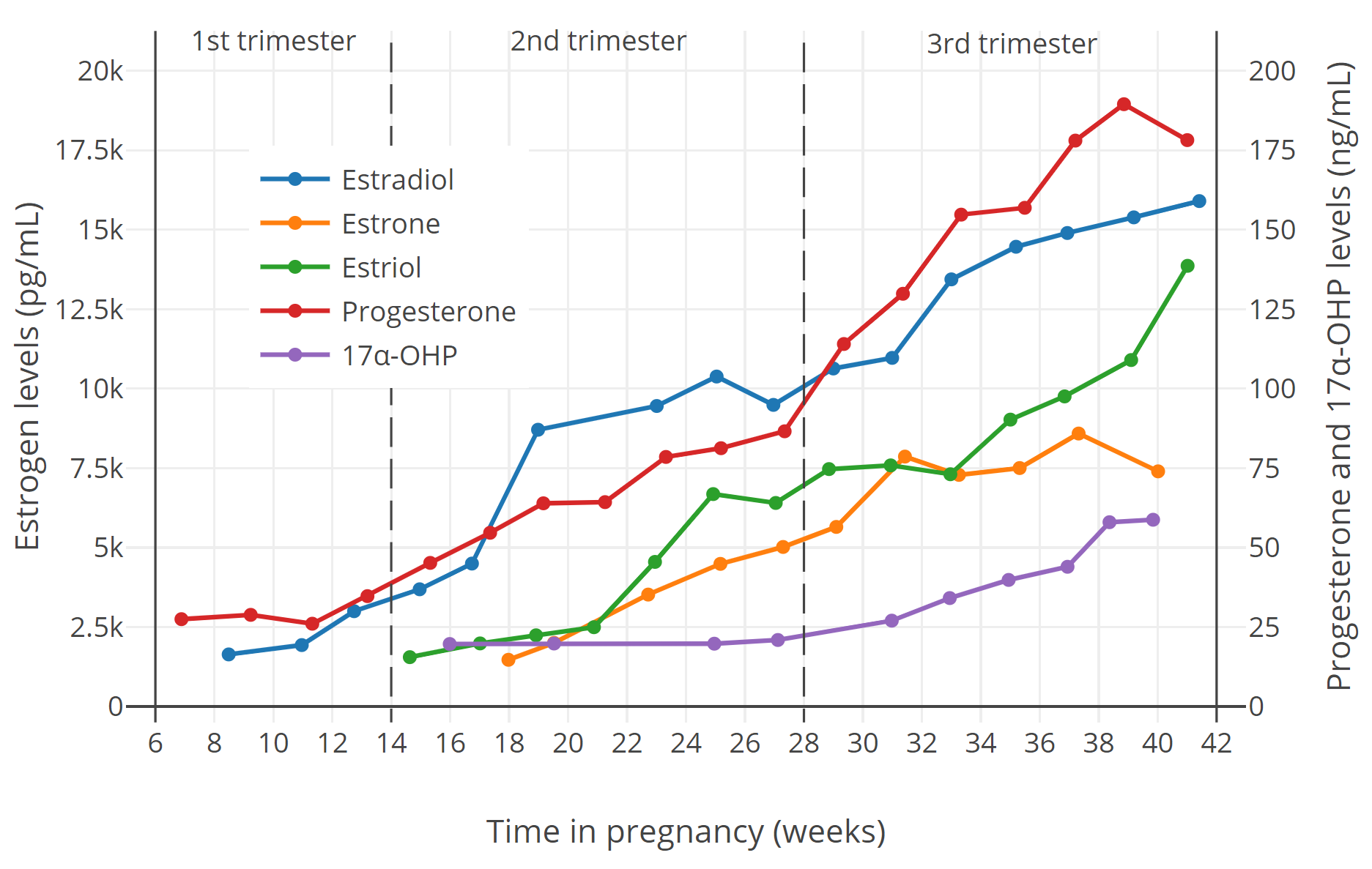
Poziom estrogenu i progesteronu podczas ciąży u kobiet

Progestageny – grupa hormonów sterydowych, do której należą naturalne i syntetyczne steroidy posiadające szkielet 21 atomów węgla (układ pregnanu).
Progestageny wywierają efekt przeciwproliferancyjny poprzez wywoływanie przemiany doczesnowej w tkankach endometrialnych i w konsekwencji – ich atrofię. Zmiany zachodzą zarówno w ektopowym, jak i w eutopowym endometrium. Progestageny mają również właściwości przeciwzapalne. Ponadto wykazano ich wpływ na hamowanie angiogenezy – procesu, który jest niezbędny w powstawaniu i utrzymywaniu ektopowych ognisk endometriozy.
Według rekomendacji Europejskiego Towarzystwa Rozrodu Człowieka i Embriologii (ESHRE, European Society of Human Reproduction and Embryology) z 2008 roku progestageny można rozważyć jako leki pierwszego wyboru w terapii endometriozy, ponieważ są tak samo efektywne w redukowaniu bólu jak danazol lub analogi GnRH, jednak są tańsze i mają mniej działań niepożądanych. Do roku 2010 nie prowadzono badań porównujących różne substancje czynne pod kątem skuteczności w leczeniu ognisk endometriozy.
Z bazy cochranowskiej nie wynika, aby jakiś pojedynczy preparat lub szczególna dawka miały przewagę nad innymi.
Najczęściej stosowanym progestagenem w leczeniu endometriozy jest octan medroksyprogesteronu. Jego dawka początkowa w złagodzeniu dolegliwości bólowych została określona na 30 mg na dzień, z dalszym wzrostem w zależności od objawów klinicznych, zwłaszcza utrzymywania się krwawienia.
Redukcję bólu osiągnięto również poprzez stosowanie 60 mg dydrogesteronu w fazie lutealnej. Korzystny efekt leczenia utrzymywał się jeszcze przez 12 miesięcy. Inne progestageny, jak desogestrel, obecnie są postrzegane jako leczenie alternatywne.
Działania niepożądane progestagenów obejmują wymioty, przyrost masy ciała, retencję płynów i acykliczne krwawienia. Te ostatnie są częstym objawem, chociaż łatwym do skorygowania poprzez zastosowanie krótkotrwałej terapii (7 dni) estrogenami. U 1% pacjentek stosujących progestageny występuje depresja i inne zaburzenia nastroju.
W badaniach nad miejscowym stosowaniem progestagenów w postaci kształtki uwalniającej lewonorgestrel u kobiet z dysmenorrhoeą po 12 miesiącach leczenia wykazano istotną redukcję bólu podczas miesiączki i współżycia oraz wysoki stopień satysfakcji pacjentki, a także istotną redukcję endometrialnych guzków.
W ostatnich doniesieniach na temat stosowania octanu medroksyprogesteronu w postaci depotu do wstrzyknięć podskórnych (DMPA, z ang. depot medroxyprogesterone acetate) podkreślono, że redukcja bólu jest tak efektywna, jak przy podawaniu analogów GnRH. Coraz większe zainteresowanie budzi inny preparat depotowy – implant uwalniający etonogestrel.